# Силиштеа (Јана)
Силиштеа (рум. Siliștea) насеље је у Румунији у округу Васлуј у општини Јана. Oпштина се налази на надморској висини од 164 m.

## Становништво
Према подацима из 2002. године у насељу је живело 949 становника, од којих су сви румунске националности.